# Забайкальська губернія
Забайкальська губернія — адміністративно-територіальна одиниця в складі Далекосхідної республіки, а потім Далекосхідної області РРФСР, що існувала з 6 листопада 1922 року по 4 січня 1926 року.
Адміністративний центр — місто Чита.

## Передісторія
6 квітня 1920 східна частина колишньої Забайкальської області Російської імперії увійшла до складу Далекосхідної республіки (ДСР) як Забайкальська область ДСР, а 22 листопада того ж року з чотирьох західних повітів Забайкальської області була утворена Прибайкальська область ДСР. У 1922 році в складі області було утворено два нових повіти: Александрово-Заводський і Стрєтенський, які не були затверджені урядом ДСР, проте продовжували існувати.

## Історія
Законом Далекосхідної республіки від 6 листопада 1922 року Забайкальська область була перетворена на губернію і складалася з повітів:
1) Акшинського, 2) Нерчинського, 3) Нерчинсько-Заводського, 4) Читинського, 5) Александрово-Заводського і 6) Стрєтенського. 
15 листопада 1922 року Далекосхідна республіка увійшла до складу РРФСР як Далекосхідна область. 12 грудня 1923 року з решти частин Верхньоудинського і Троїцькосавського повітів, що залишилися після передання їх територій до складу Бурят-Монгольської АРСР, було утворено Петровський (Петро-Заводський) повіт. 18 лютого 1924 року Акшинський повіт було долучено до Читинського, а Нерчинсько-Заводський повіт - до Стрєтенського, і також Александрово-Заводський повіт перейменовано на Борзинський.
Станом на 1 січня 1926 губернія складалася на 5 повітів: Борзинський, Нерчинський, Петровсько-Заводський, Стрєтенський, Читинський.
4 січня 1926, зі скасуванням Далекосхідної області, Забайкальська губернія була ліквідована. Її територія, з поділом на Читинський і Стрєтенський округи, увійшла в новостворений Далекосхідний край.